# Ariabignès
 (mai 2016).
Si vous disposez d'ouvrages ou d'articles de référence ou si vous connaissez des sites web de qualité traitant du thème abordé ici, merci de compléter l'article en donnant les références utiles à sa vérifiabilité et en les liant à la section « Notes et références ».
Ariabignès est un prince de la dynastie des Achéménides, fils de Darius Ier et demi-frère de Xerxès Ier.
Lors de la bataille de Salamine il dirige l'aile gauche de la flotte perse, composée des navires de Chypre, du Pont, d'Ionie et de Carie. Il combat de façon héroïque et meurt au combat, ce qui démoralise rapidement ses équipages. Son corps est repêché par le navire de la reine Artémise Ire qui le porte à Xerxès.